# Meadow Oaks
Meadow Oaks es un lugar designado por el censo ubicado en el condado de Pasco en el estado estadounidense de Florida. En el Censo de 2010 tenía una población de 2.442 habitantes y una densidad poblacional de 569,36 personas por km².

## Geografía
Meadow Oaks se encuentra ubicado en las coordenadas 28°20′46″N 82°36′10″O / 28.34611, -82.60278. Según la Oficina del Censo de los Estados Unidos, Meadow Oaks tiene una superficie total de 4.29 km², de la cual 4.28 km² corresponden a tierra firme y (0.3%) 0.01 km² es agua.

## Demografía
Según el censo de 2010, había 2.442 personas residiendo en Meadow Oaks. La densidad de población era de 569,36 hab./km². De los 2.442 habitantes, Meadow Oaks estaba compuesto por el 95.25% blancos, el 1.35% eran afroamericanos, el 0.25% eran amerindios, el 1.06% eran asiáticos, el 0.04% eran isleños del Pacífico, el 0.66% eran de otras razas y el 1.39% pertenecían a dos o más razas. Del total de la población el 6.06% eran hispanos o latinos de cualquier raza.